# Brachylomia scripta
Brachylomia scripta är en fjärilsart som beskrevs av Jacob Hübner 1827. Brachylomia scripta ingår i släktet Brachylomia och familjen nattflyn. Inga underarter finns listade i Catalogue of Life.